# Праварасена

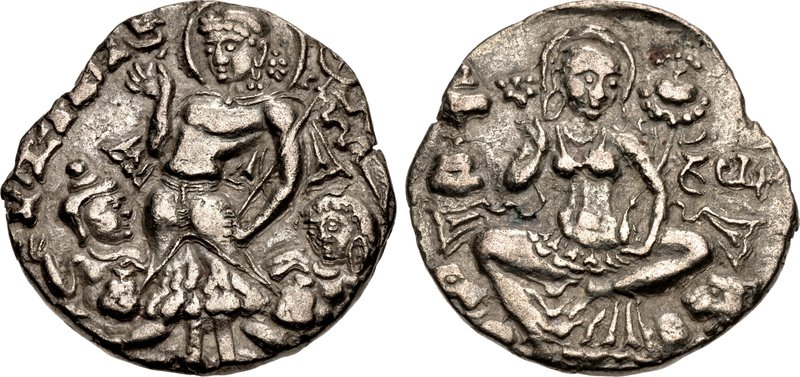
МонетаПраварасени

Праварасена (*д/н — бл. 590) — 1-й володар держави ефталітів і алхон-гунів в Ганджхарі, Кашмір і Пенджабі у 530—590 роках. Відомий також як Шрі Праварасена.

## Життєпис
За різними відомостями був сином ефталітських (алхон-гуннських) ханів Торамани або Міхіракули. Ефталітське ім'я невідоме. Після смерті останнього близько 530 року розділив з братом або небіжем Тораманою II, отримавши індійські володіння. У хроніці «Раджатарангіні» значиться як Праварасена II та також зазнається як представник відновленої династії Гонанди, що сумнівно.  Ймовірно їм був, точніше засновником князівства Гонанда, родич Праварасени — Торамана, який в індусів також відомий як Ранадітья. Разом зтим Торамана з Гонанди напевне визнавав зверхність Праварасени. 
Ймовірно доволі швидко поіндусився. Заснував нову столицю Праварапуру, перенісши її з Шагалі. Панував 60 років. За цей час держава перебувала в найбільшому політичному й економічному піднесенні.
Намагався відновити панування у північному й північнозахідному Індостані, втрачене на початку панування. 545 року допоміг Шиладітьї відновитися на троні держави Малва, поширивши свій вплив на неї. При цьому завдав рішучої поразки Кумарагупті III, володареві імперії Гуптів. А потім остаточно знищив у 550 році рештки гуптської держави, перемігши Вішнугупти I.
Близько 590 року йому спадкував Гокарна (відомий також як Юдхіштхіра I), за якого почався поступовий розпад держави.